# Wegert Bluff
Das Wegert Bluff ist ein Kliff an der Oates-Küste im Norden des ostantarktischen Viktorialands. Es ragt in den Wilson Hills am nordöstlichen Ausläufer eines kurzen Gebirgskamms auf, der die Ostflanke des Noll-Gletschers überragt.
Der United States Geological Survey kartierte die Formation anhand von Vermessungen und Luftaufnahmen der United States Navy zwischen 1960 und 1963. Das Advisory Committee on Antarctic Names benannte sie 1970 nach Lieutenant Commander Sidney J. Wegert von der US Navy, Pilot einer Lockheed C-130 Hercules während der Operation Deep Freeze der Jahre 1967 und 1968.